# Hans Heinrich von Thyssen-Bornemisza
Hans Heinrich von Thyssen-Bornemisza de Kászon, II baró Thyssen-Bornemisza (Scheveningen, La Haia, 13 d'abril de 1921 - Sant Feliu de Guíxols, Baix Empordà, 27 d'abril de 2002), va ser un notable industrial i col·leccionista d'art.
Nascut a Holanda, va tenir ciutadania suïssa, títol nobiliari hongarès, residència legal a Mònaco i segona residència al Regne Unit, si bé durant les seves últimes dues dècades va residir sobretot a Espanya. La seva cinquena i última esposa, Carmen "Tita" Cervera, va ser Miss Espanya 1961 i ha perllongat els afanys col·leccionistes de la família.

## Orígens de la família
El II baró Thyssen va néixer a Scheveningen (Països Baixos), fill de Heinrich Thyssen, I baró Thyssen-Bornemisza de Kászon (1875-1947) i la seva primera esposa, baronessa Margit Bornemisza de Kászon (1887-1971). La fortuna de la família Thyssen provenia de l'acer i de la indústria armamentística.
Va tenir tres germans: Stephan, Margit i Gabrielle (Gaby). Hans Heinrich, sent el menor, va aconseguir que el seu pare li deixés en herència cinc vuitens del total dels béns.
La fusió dels cognoms Thyssen i Bornemisza es va produir en peculiars circumstàncies. Heinrich Thyssen havia abandonat Alemanya en la seva joventut i es va establir a Hongria el 1905. A Budapest es va casar amb la filla de l'ajudant de cambra del rei, el Baró Bornemisza qui, en no tenir fills mascles, li va adoptar i li va llegar el seu títol. Això ha creat gran controvèrsia doncs es va deduir que Heinrich havia accedit a les noces simplement per a fer-se noble.
El matrimoni va residir en aquells anys en el castell de Rohoncz, que donaria el seu nom a la col·lecció Thyssen en els primers catàlegs publicats. Després de la revolució comunista encapçalada per Béla Kun a Hongria, la família Thyssen es va establir a Holanda (on naixeria el II baró) i ja en els anys 30, a Lugano (Suïssa). Per a això, van adquirir a Leopold de Prússia una sumptuosa mansió a la vora del llac Lugano: Vila Favorita, després seu de la col·lecció d'art. La família dels Thyssen van donar suport financer a Hitler, cosa que provocaria controvèrsia posteriorment.

## Matrimonis
Abans d'heretar el títol del seu pare, Hans Heinrich es va casar l'1 d'agost de 1946 amb una aristòcrata austríaca, la Princesa Teresa Amalia Franziska Elisabeth Maria dels Lippe-Weissenfeld (nascuda el 1925). Va tenir un únic fill, Georg Heinrich (nascut el 1950), en qui delegaria el control de les seves empreses. Una clàusula imposada per Teresa, obligava a Hans Heinrich a deixar en herència un 25% més que al següent que obtingués més béns.
El matrimoni es va divorciar el 14 de maig de 1954, i ella es casaria el 1960 amb Friedrich Maximilian, Príncep de Fürstenberg. Al morir el seu pare el 1947, el jove Hans Heinrich es va convertir en II baró Thyssen-Bornemisza i va haver de prendre el comandament de les empreses Thyssen.

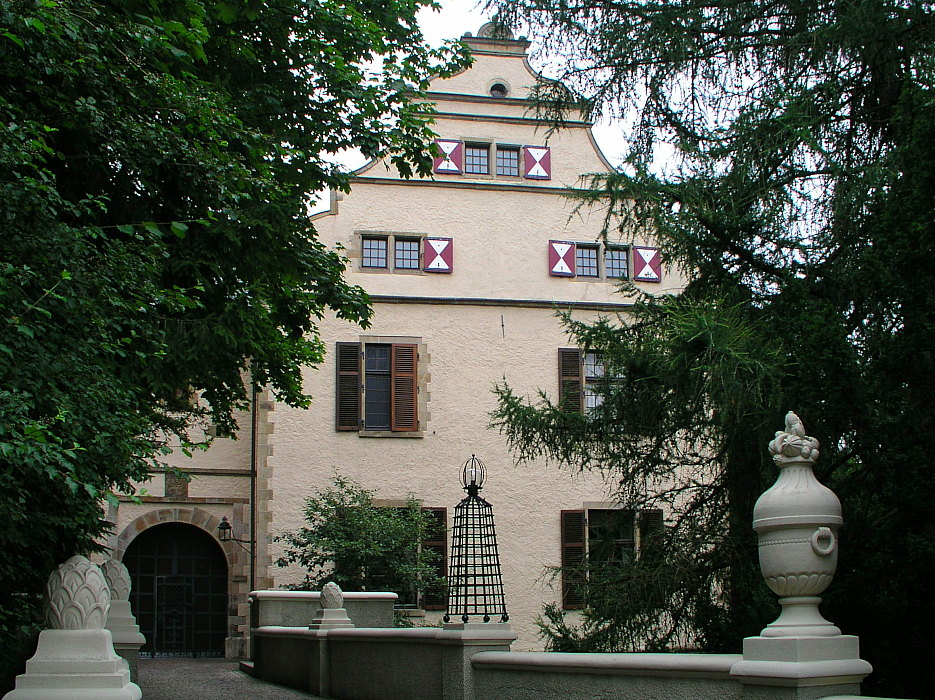
Castell dels Thyssen en Landsberg, on va ser enterrat el baró.

Així mateix, es va esforçar a reunificar la col·lecció artística familiar, desmembrada després de la impugnació del testament patern. L'afany de prosseguir el desig patern va ser, segons ell va confessar després, el que li va dur a submergir-se en l'art. Es va casar per segona vegada el 23 de juny de 1954, amb la model anglo-índia Nina Dyer (1930-1965); no van tenir fills i es van divorciar el 4 de juliol de 1956. Ella es va casar més tard i es va divorciar del príncep Sadruddhin Aga Khan i es va suïcidar el 1965.
Es va casar per tercera ocasió el 17 de setembre de 1956, amb la model Fiona Frances Elaine Campbell-Walter (nascuda el 1932), filla del Subalmirant Keith McNeil Walter (Campbell-Walter posteriorment) i la seva esposa, Frances Henriette Campbell.
Van tenir dos fills: Francesca (nascuda el 1958 i casada posteriorment amb Karl Habsburg-Lothringen) i Lorne (nascut el 1963). Es va divorciar el 20 de gener de 1965, i ella va passar a tenir una relació amb l'armador grec Alexander Onassis, únic fill d'Aristòtil Onassis.
Les seves quartes nupcies van ser el 13 de desembre de 1967 amb Denise Shorto (n. 1942), filla d'un banquer brasiler. Van tenir un fill, Alexander (n. 1974), i es va divorciar el 29 de novembre de 1984.
Es va casar, per cinquena i última vegada, el 16 d'agost de 1985 amb María del Carmen Rosario Cervera Fernández de la Guerra, popularment coneguda com a Carmen "Tita" Cervera (n. 1943), que havia estat Miss Espanya 1961. Va adoptar el fill d'aquesta, Borja (n. 1980, de pare no revelat). Ella havia estat casada anteriorment amb Lex Barker (1919-1973), actor estatunidenc de cinema conegut pel seu paper de Tarzan.
Encara que habitualment s'atribueix la grandesa de la col·lecció Thyssen al seu pare, en realitat va ser Hans Heinrich qui va assegurar la seva integritat i qui va expandir la col·lecció a l'art modern i contemporani. Tots els fons posteriors al segle xix van ser adquirits per ell. Va morir a Sant Feliu de Guíxols i va ser enterrat en el panteó familiar del castell de Landsberg en la conca del Ruhr a prop d'Essen (Alemanya).